# Kadievo
Kadievo (bulgariska: Кадиево) är ett distrikt i Bulgarien.   Det ligger i kommunen obsjtina Rodopi och regionen Plovdiv, i den centrala delen av landet, 120 km sydost om huvudstaden Sofia.
I omgivningarna runt Kadievo växer i huvudsak blandskog. Runt Kadievo är det ganska glesbefolkat, med 50 invånare per kvadratkilometer.